# Donjon de Houdan

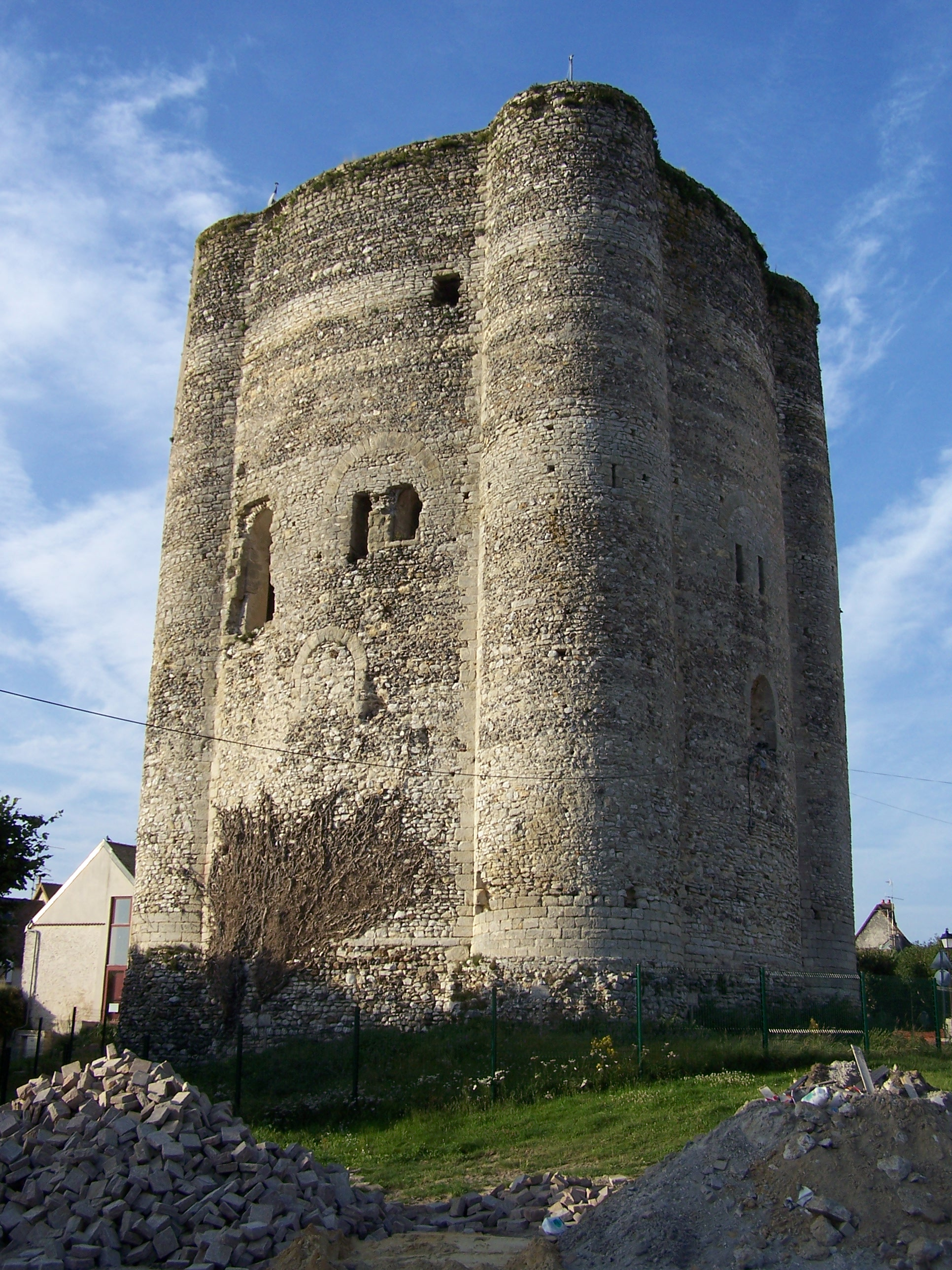
Donjon de Houdan

Donjon de Houdan är ett medeltida försvarstorn i staden Houdan i departementet Yvelines i Frankrike. 

## Historia
Tornet, som uppfördes mellan 1120 och 1137 av seigneur Amaury III de Montfort, är den enda återstående delen av ett medeltida slott. Det är ett massivt kärntorn isolerat från staden i väster.
Det är cylindriskt med en diameter på 16 meter och en höjd av 25 meter. Väggarna är i genomsnitt tre meter tjocka.
Det flankeras av fyra mindre torn, 4,8 meter i diameter.  
Tornet var byggt i tre plan. De inre golven och taket har förstörts. Ingångsdörren var placerad sex meter över marken och gav tillträde till mezzaninvåningen.
Ytterligare en ingång fanns i ett av de mindre tornen.
Tornet antas vara ett tidigt försök att förbättra möjligheten till flankeld genom att döda vinklar reducerats. Tornet har aldrig intagits av någon fiende.
1880 installerades en cistern som rymde 200 000 liter vatten och sedan dess är tornet använt som Houdans vattentorn.